# Armoured Ramp Carrier
Der Armoured Ramp Carrier (abgekürzt ARC) war ein gepanzertes Spezialfahrzeug der alliierten Streitkräfte während des Zweiten Weltkrieges. Der Eigenname des Fahrzeuges lautete Ark (Arche). Es wurden beide Bezeichnungen verwendet.

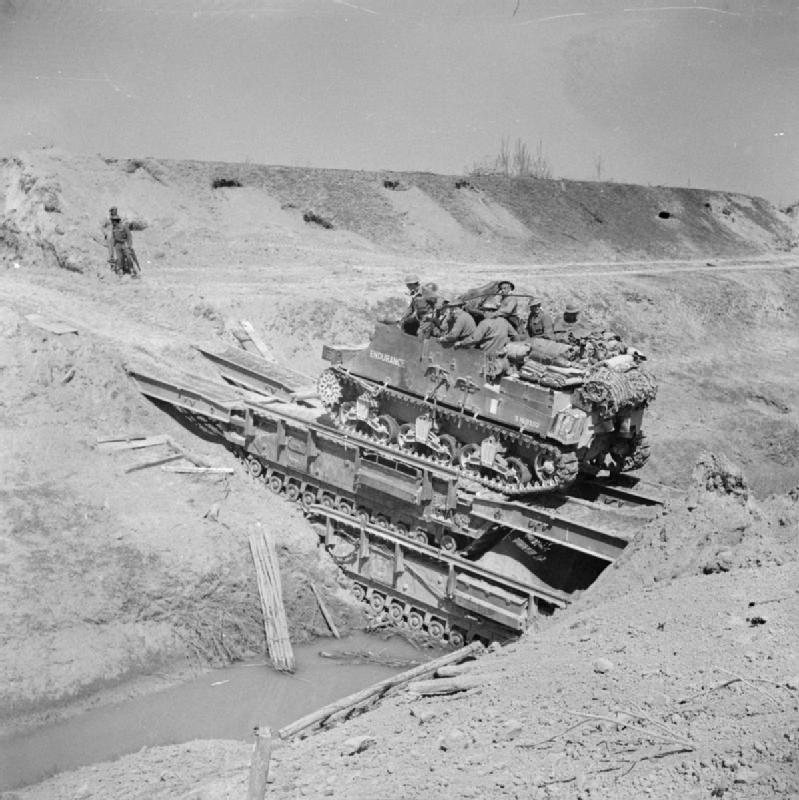
Eine Sexton-Selbstfahrlafette überquert den Fluss Senio mit Hilfe von zwei „übereinander gestapelten“ ARC.

## Geschichte
Bei Beginn des Zweiten Weltkrieges hatte man in Großbritannien bereits seit längerem an der Entwicklung eines Brückenlegepanzers mit Scherenbrücke gearbeitet. Das Projekt musste in den Anfangsjahren des Krieges zunächst eingestellt werden, da die Ressourcen anderweitig dringender gebraucht wurden. Das Desaster der Dieppe-Landung 1942 unterstrich jedoch die Notwendigkeit zur Beschaffung von hindernisüberwindenden Fahrzeugen. Am Ende des Jahres 1943 hatte man eine verblüffend einfache Lösung gefunden, die als erstes bei Percy Hobarts 79th Armoured Division eingesetzt wurde.

## Technik
Verwendet wurde die Wanne eines Churchill-Panzers, bei dem man den Geschützturm entfernt und stattdessen eine Stahlplatte über die Öffnung gelegt hatte. Über den Kettenabschnitten wurde ein Gestell in Fahrspurbreite angebracht, das mit hölzernen Bohlen ausgelegt war. In der Verlängerung dieser Spurbahnen befanden sich am Bug und Heck jeweils zwei Rampen von 1,05 Meter Breite und von 1,72 Meter Länge. Zum Überqueren eines Hindernisses (Böschung) wurde das Fahrzeug in optimaler Stellung positioniert, dann wurden die Rampen abgelassen und so eine Auf- bzw. Überfahrhilfe geschaffen. Das System funktionierte auch bei der Überwindung von Gräben und Bachläufen; hier konnten sogar zwei ARC aufeinandergestellt werden. Dieses Fahrzeug trug die Bezeichnung ARC Mark I.
Mit dem ARC Mark II erfolgte eine Verbesserung, indem die Rampen auf jeweils 3,8 Meter verlängert wurden, um auch Radfahrzeugen eine Nutzung zu ermöglichen. Dazu wurden auch die Rampe und Überfahrspuren der rechten Seite diesbezüglich adaptiert.

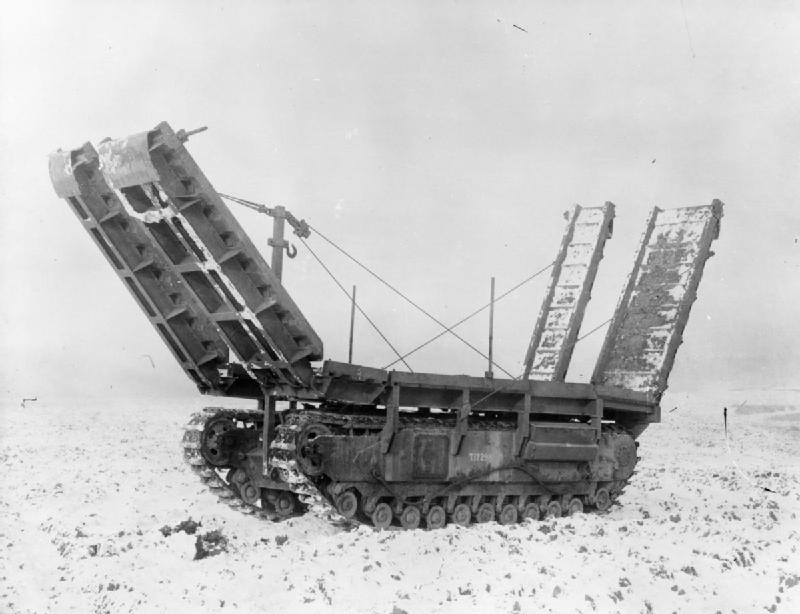
Churchill „Ark“ Mk II (UK pattern)

Die in Italien operierende britische 8. Armee fertigte in Eigenleistung ein abgespecktes Modell an, bei dem die hölzernen Überfahrspuren weggelassen wurden und die übersetzenden Fahrzeuge direkt über die Wanne und Ketten des ARC fuhren. Dieses Modell erhielt die Bezeichnung ARC Mark II (Italian Pattern).

## Weitere Entwicklungen
Man führte dann die Arbeiten noch fort, indem man als weiteres Modell den sogenannten Churchill Woodlark in Auftrag gab. Dieser sollte die Rampen mittels Raketenantrieb umklappen, weitere Raketen sollten durch Rückstoß den Aufprall der Rampen auf den Boden mindern. Dieses Projekt kam über das Versuchsstadium nicht hinaus.

Verwendet wurden Churchill-Panzer vom Typ Mark III und Mark IV. Über die Technischen Daten ist außer dem Gewicht von 38,5 Tonnen und eine Besatzung von vier Mann nichts bekannt. Sie dürften sich jedoch nicht allzu weit von denen des Churchill Kampfpanzers entfernen.
Die US Army baute ebenfalls einige Sherman-Panzer zu solchen ARCs um, aber hier ist nichts über eine genaue Stückzahl bekannt. Sie dürfte allerdings auch nicht sehr hoch gewesen sein.